# Neptis karnyi
Neptis karnyi är en fjärilsart som beskrevs av Corbet 1942. Neptis karnyi ingår i släktet Neptis och familjen praktfjärilar. Inga underarter finns listade i Catalogue of Life.